# Tidalvolumen
Tidalvolumen er det volumen luft, som bevæger sig ind i lungerne under hver inspiration eller som bevæger sig ud af lungerne under hver expiration. Størrelsen hos voksne er typisk 0,5 liter.